# Chromotruxalis
Chromotruxalis is een geslacht van rechtvleugeligen uit de familie veldsprinkhanen (Acrididae). De wetenschappelijke naam van dit geslacht is voor het eerst geldig gepubliceerd in 1950 door Dirsh.

## Soorten
Het geslacht Chromotruxalis omvat de volgende soorten:
- Chromotruxalis cockerelli Uvarov, 1932
- Chromotruxalis crocea Bolívar, 1889
- Chromotruxalis liberta Burr, 1902